# 五番町 (千代田区)
五番町（ごばんちょう）は、東京都千代田区にある地名・町名。「丁目」の設定のない単独町名である。住居表示未実施地域。「番町」地区の一つ。

## 地理
東京都千代田区の北西部に位置する。地域北部から西部はJR中央・総武緩行線や外濠などに接し、これらを境に新宿区市谷八幡町・新宿区市谷本村町・新宿区四谷本塩町にそれぞれ接する。地域北東部は、千代田区九段北に接する。地域東部は千代田区九段南に接する。地域南部は二七通りに接し、これを境に千代田区四番町・千代田区六番町にそれぞれ接する。
当地域は市ケ谷駅に近く、高級マンションやビルなどが多くある地域となっている。

## 歴史
現在の五番町は、「土手三番町」と呼ばれていた地域を、1938年8月1日に町名変更したもの。

## 世帯数と人口
2025年（令和7年）3月1日現在（千代田区発表）の世帯数と人口は以下の通りである。
- 世帯数 : 470世帯
- 人口 : 1,002人

### 人口の変遷
国勢調査による人口の推移。
| 年                 | 人口  |
| ------------------ | ----- |
| 1995年（平成7年）  | 724   |
| 2000年（平成12年） | 712   |
| 2005年（平成17年） | 888   |
| 2010年（平成22年） | 829   |
| 2015年（平成27年） | 1,013 |
| 2020年（令和2年）  | 1,108 |

### 世帯数の変遷
国勢調査による世帯数の推移。
| 年                 | 世帯数 |
| ------------------ | ------ |
| 1995年（平成7年）  | 420    |
| 2000年（平成12年） | 420    |
| 2005年（平成17年） | 266    |
| 2010年（平成22年） | 471    |
| 2015年（平成27年） | 582    |
| 2020年（令和2年）  | 422    |

## 学区
区立小・中学校に通う場合、学区は以下の通りとなる（2017年8月現在）。なお、千代田区の中学校では学校選択制度を導入しており、区内全域から選択することが可能。
| 番地 | 小学校               | 中学校                                        |
| ---- | -------------------- | --------------------------------------------- |
| 全域 | 千代田区立番町小学校 | 千代田区立麹町中学校 千代田区立神田一橋中学校 |

## 事業所
2021年（令和3年）現在の経済センサス調査による事業所数と従業員数は以下の通りである。
- 事業所数 : 287事業所
- 従業員数 : 6,491人

### 事業者数の変遷
経済センサスによる事業所数の推移。
| 年                 | 事業者数 |
| ------------------ | -------- |
| 2016年（平成28年） | 231      |
| 2021年（令和3年）  | 287      |

### 従業員数の変遷
経済センサスによる従業員数の推移。
| 年                 | 従業員数 |
| ------------------ | -------- |
| 2016年（平成28年） | 7,831    |
| 2021年（令和3年）  | 6,491    |

## 教育機関
その他の学校
- 東京中華学校

## 施設
施設
- 日本棋院会館

## 交通
鉄道
- JR市ケ谷駅（■中央・総武線（各駅停車））
- 都営地下鉄市ヶ谷駅（○新宿線） - 出入口が設けられている。（所在地：九段南）
- 東京メトロ市ケ谷駅（○有楽町線、○南北線） - 出入口が設けられている。（所在地：新宿区市谷田町）

道路
- 東京都道302号新宿両国線（靖国通り）

## その他

### 日本郵便
- 郵便番号 : 102-0076[4]（集配局 : 麹町郵便局[16]）。